# 1452 Hunnia
Hunnia (asteróide 1452) é um asteróide da cintura principal, a 2,4849909 UA. Possui uma excentricidade de 0,2012232 e um período orbital de 2 004,21 dias (5,49 anos).
Hunnia tem uma velocidade orbital média de 16,88663268 km/s e uma inclinação de 14,20536º.
Esse asteróide foi descoberto em 26 de Fevereiro de 1938 por György Kulin.